# 남아있는 나날 (영화)
《남아있는 나날》(영어: The Remains of the Day)은 1993년 영국과 미국의 드라마 영화로, 영국 작가 가즈오 이시구로의 동명 소설이 원작이다. 제임스 아이보리 감독이 연출했고, 앤서니 홉킨스, 에마 톰프슨, 제임스 폭스, 크리스토퍼 리브, 휴 그랜트 등이 출연하였다.
1994년 제66회 아카데미상에서 작품상 등 8개 부문에 후보로 올랐다.

## 출연진
- 앤서니 홉킨스 - 제임스 스티븐스 씨 역
- 에마 톰프슨 - 세라 “샐리” 켄턴 양(→벤 부인) 역
- 제임스 폭스 - 달링턴 백작 역
- 크리스토퍼 리브 - 잭 루이스 의원 역
- 피터 본 - 윌리엄 스티븐스 씨 역
- 휴 그랜트 - 레지널드 카디널 역
- 팀 피곳스미스 - 톰 벤 씨 역
- 존 헤이크래프트 - 경매인 역
- 마이쾰 롱스달 - 뒤퐁 디브리 역
- 브리기테 칸 - 독일 남작 부인 역
- 폴라 제이컵스 - 요리사 모티머 부인 역
- 벤 채플린 - 하인장 찰리 역
- 루퍼트 밴시터트 - 제프리 렌 경 역
- 패트릭 고드프리 - 스펜서 역
- 피터 핼리데이 - 의전사제 터프널 역
- 피터 셀리어 - 레너드 백스 경 역
- 핍 토런스 - 칼라일 박사 역
- 프랭크 셸리 - 네빌 체임벌린 총리 역
- 피터 에어 - 제3대 핼리팩스 자작 역
- 볼프 칼러 - 주영 독일 대사 요아힘 폰리벤트로프 역
- 리나 히디 - 리지 역
- 존 새비던트 - 메러디스 박사 역
- 테런스 베일러 - 트리머 역